# Andromeda XIII
Andromeda XIII (And XIII) è una galassia nana sferoidale (dSph) situata prospetticamente nella costellazione di Andromeda alla distanza di 2,9 milioni di anni luce dalla Terra.
È una galassia satellite di M31 e pertanto è un componente del Gruppo Locale. È stata scoperta nel 2006, unitamente ad altre galassie,  dal gruppo di ricerca di N.F. Martin.